# 383 Janina
383 Janina је астероид главног астероидног појаса са пречником од приближно 45,52 km.
Афел астероида је на удаљености од 3,654 астрономских јединица (АЈ) од Сунца, а перихел на 2,628 АЈ.
Ексцентрицитет орбите износи 0,163, инклинација (нагиб) орбите у односу на раван еклиптике 2,653 степени, а орбитални период износи 2033,789 дана (5,568 година).
Апсолутна магнитуда астероида је 9,91 а геометријски албедо 0,092.
Астероид је откривен 29. јануара 1894. године.